# 蓋茨黑德
盖茨黑德，英國英格蘭東北區域泰恩-威爾郡盖茨黑德都市自治市的大鎮，毗鄰桑德兰市。

## 人口
於2005年，約有191,500人。